# Bistrița
Bistrița é uma cidade e município da Roménia, no judeţ (distrito) de Bistrița-Năsăud com 75 076 habitantes (2011).

## População
| 1912  | 1930  | 1948  | 1956  | 1966  | 1977  | 1992  | 2002  | 2011  |
| 13236 | 14128 | 15801 | 20292 | 25519 | 44339 | 87710 | 81259 | 75076 |